# 기아 KX3
기아 KX3는 기아의 소형 SUV이자, K4에 이은 기아의 2번째 중국 전략 차종이다. 

## 1세대(KC) (현대 ix25(1세대 모델)와 형제차)

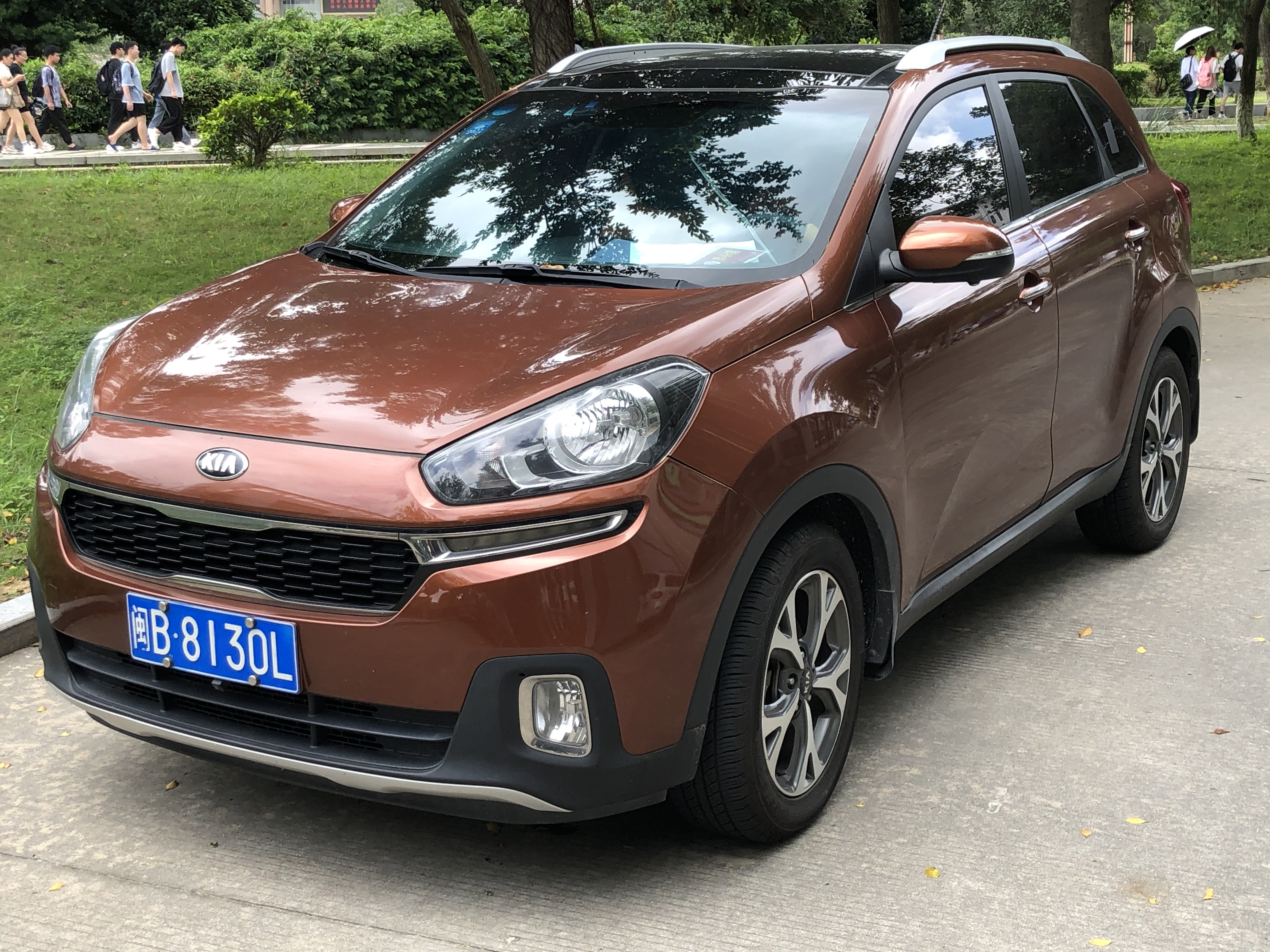
기아 KX3 (전기형) 정측면

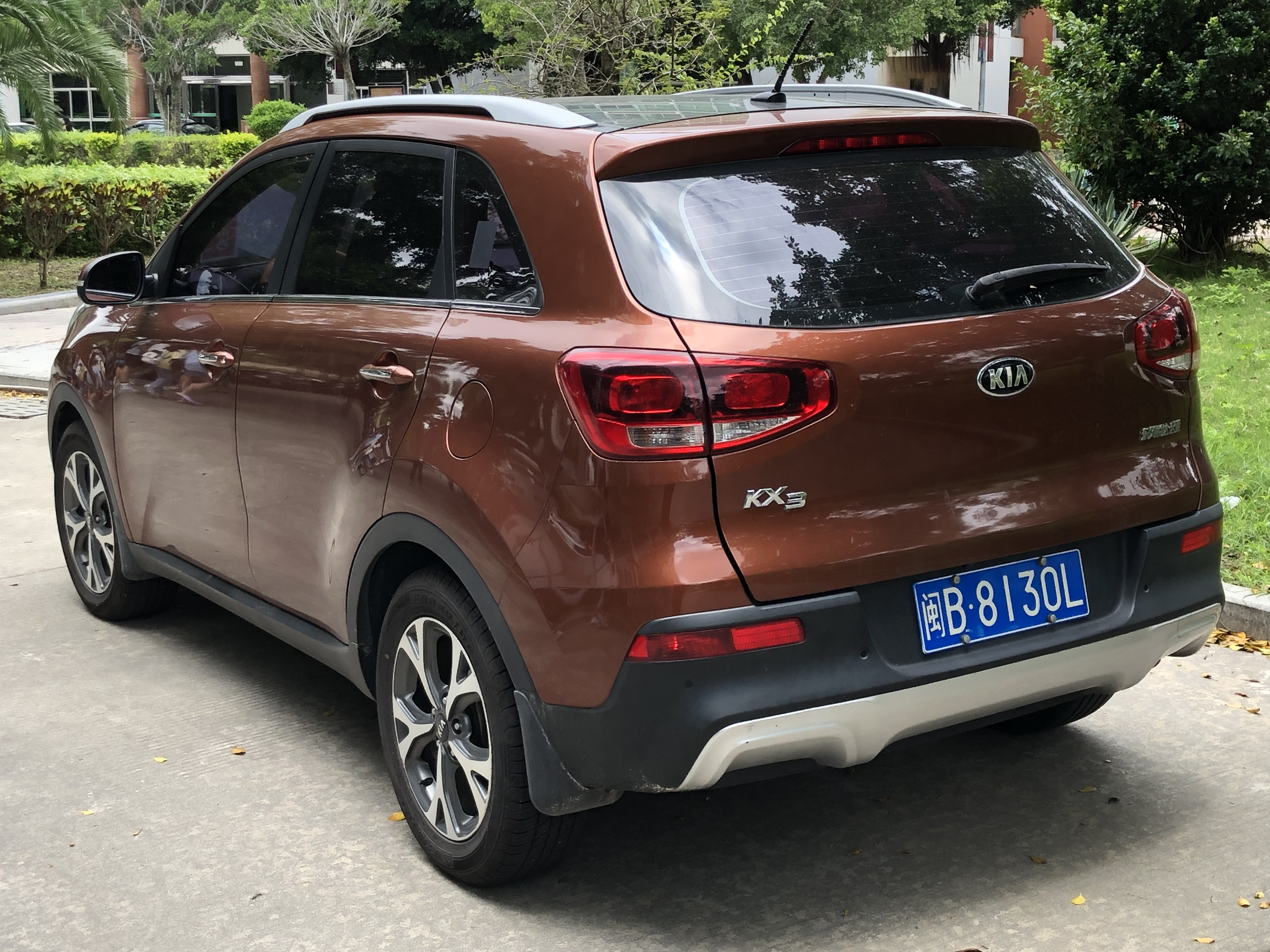
기아 KX3 (전기형) 후측면

2014년 11월에 개최된 광저우 모터쇼에서 쇼 카가 처음 선보였으며, 2015년 3월에 정식 출시되었다. 현대 ix25와 플랫폼 및 엔진 등을 공유하는 형제 차종인 스포티지JS는 영문명 외에도 자신감 있게 나아간다는 의미의 傲跑(àopǎo)라는 중국어 차명도 붙었다.
2019년에는 EV도 추가됐다.

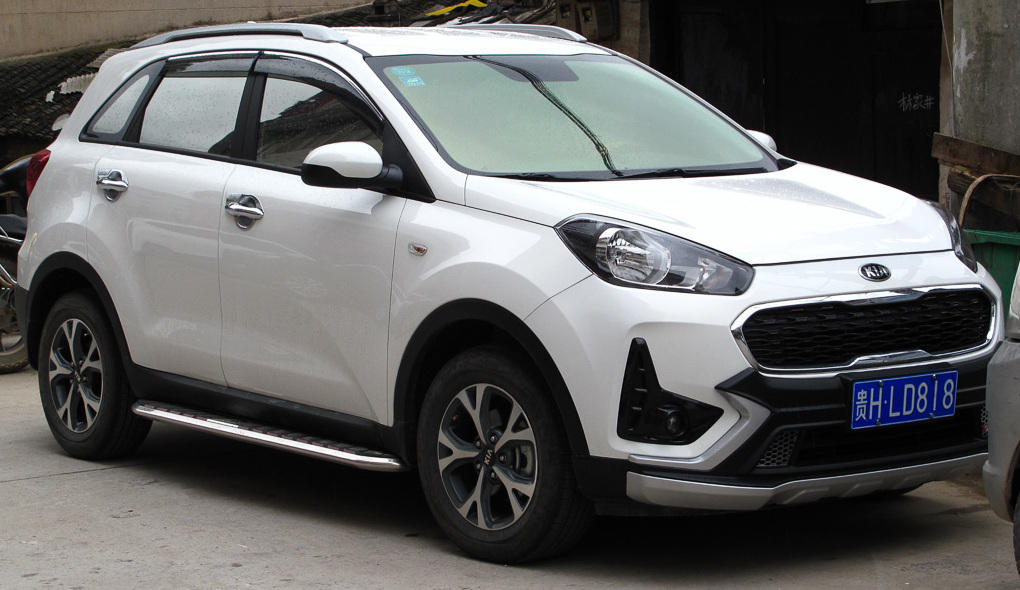
기아 KX3 (후기형) 정측면
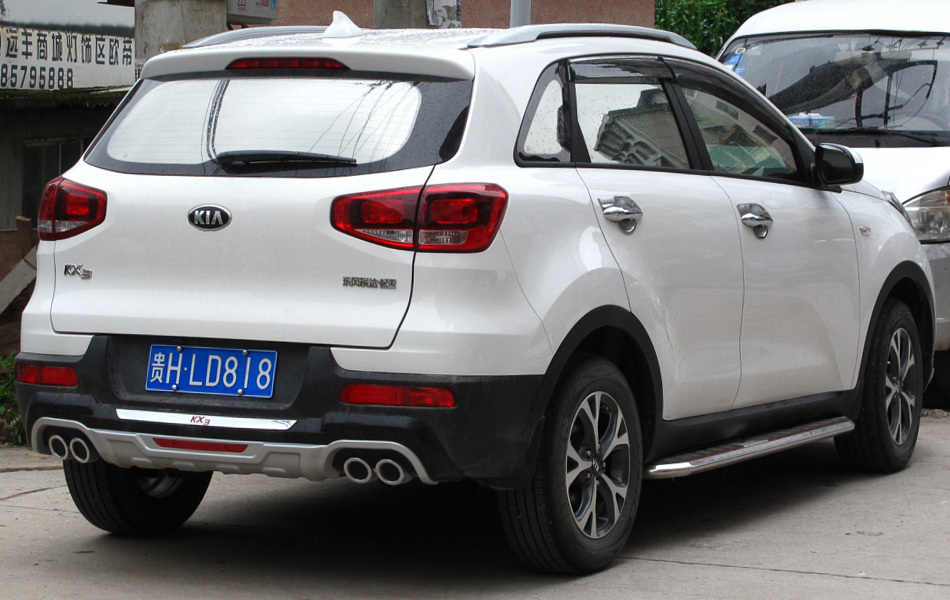
기아 KX3 (후기형) 후측면
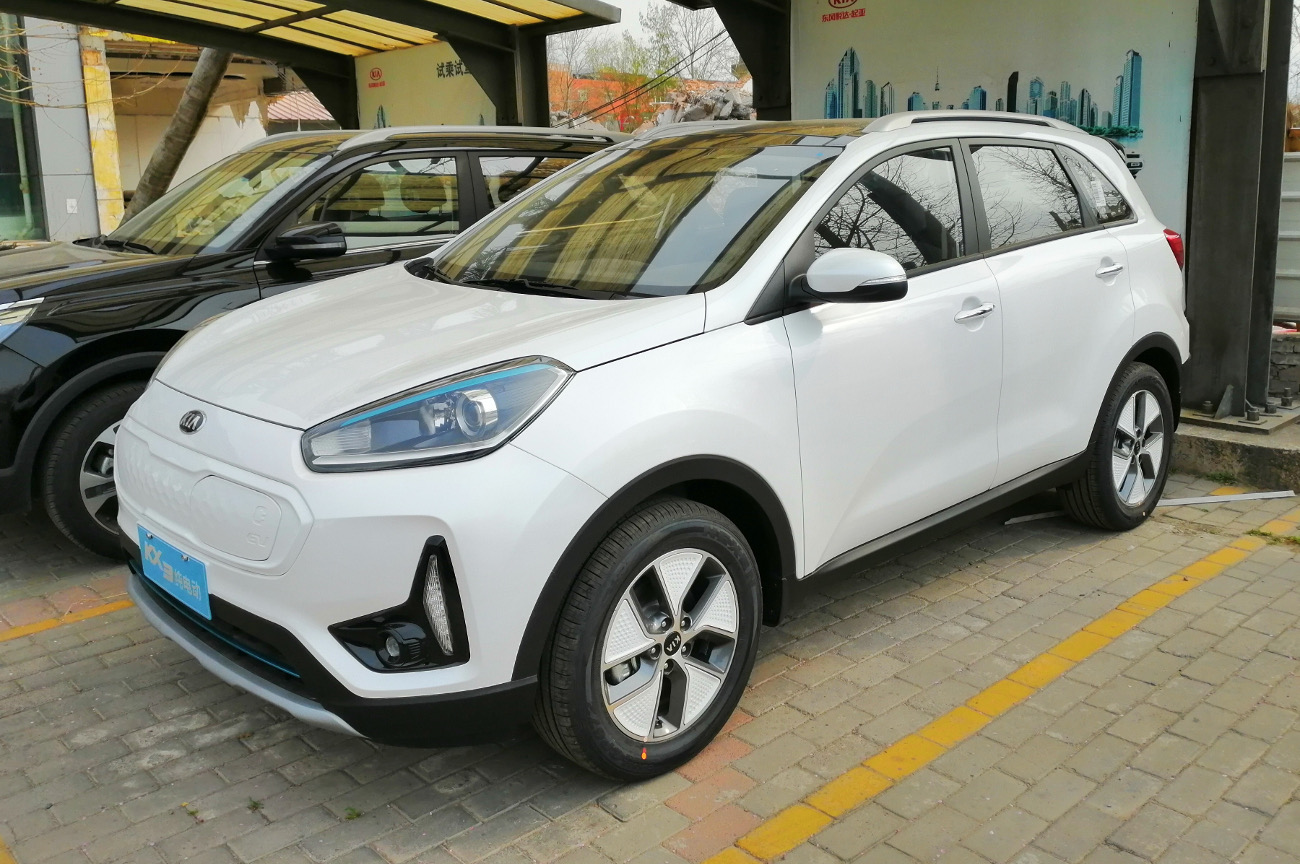
기아 KX3 EV 정측면
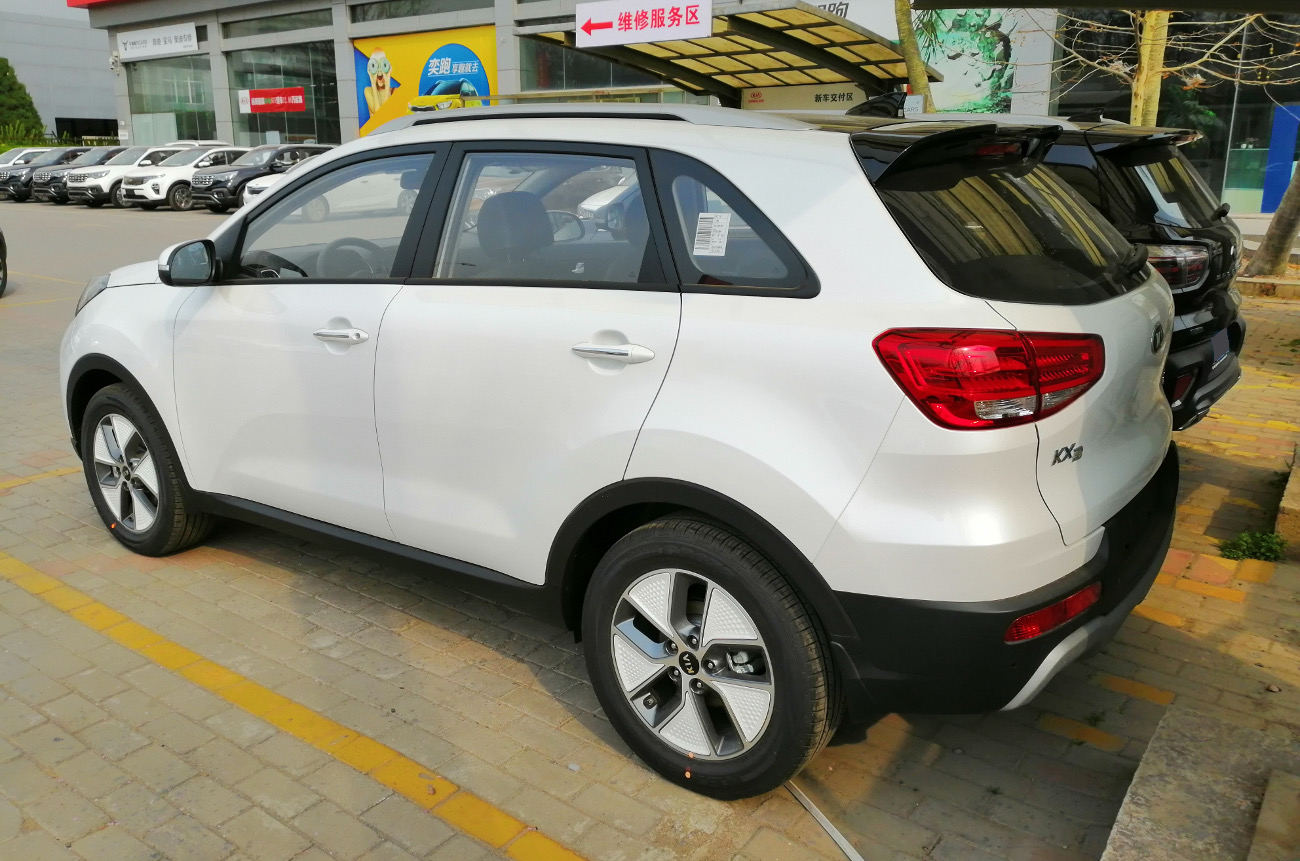
기아 KX3 EV 후측면

## 2세대(SP2c)

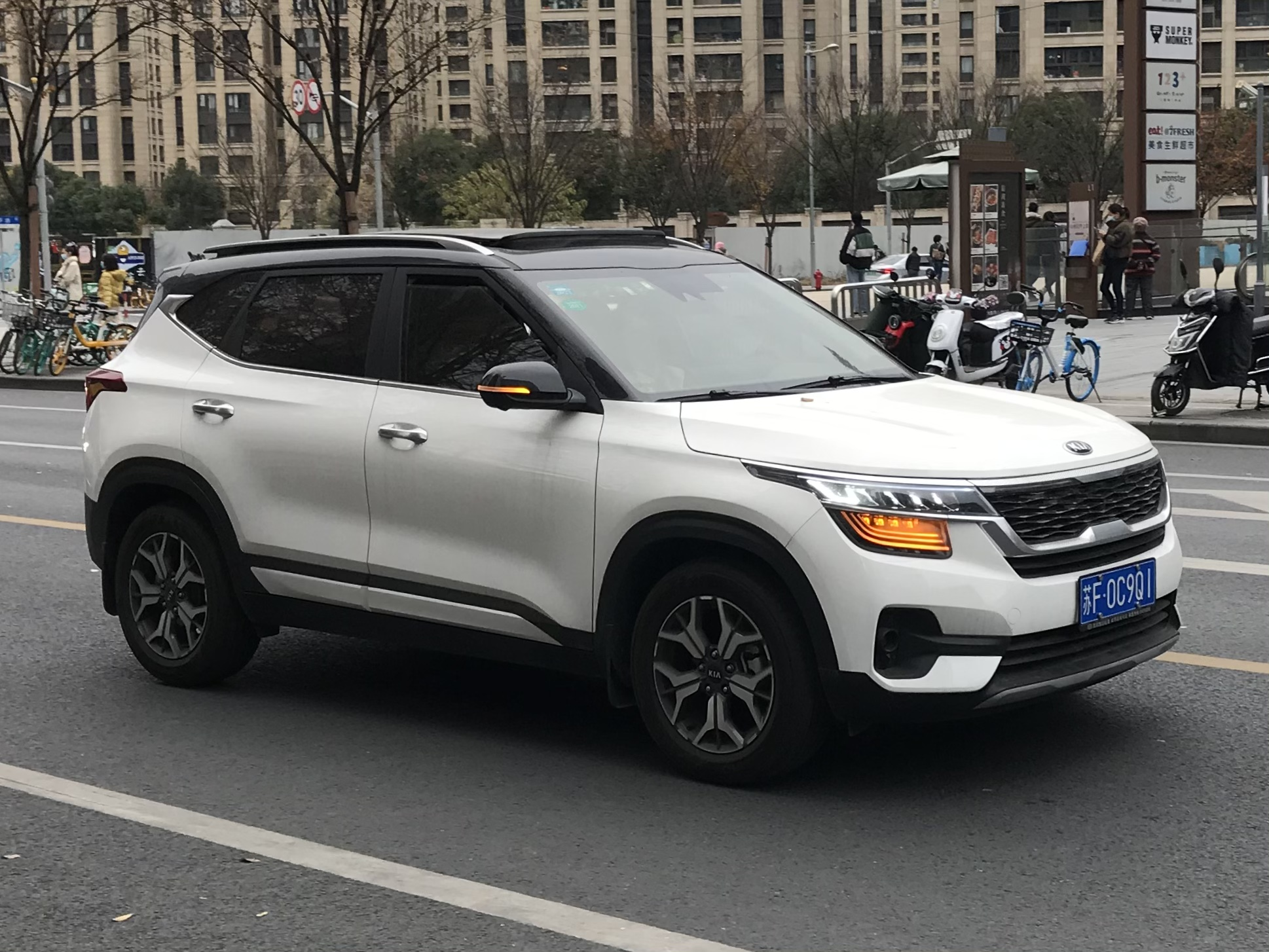
기아 KX3 정측면

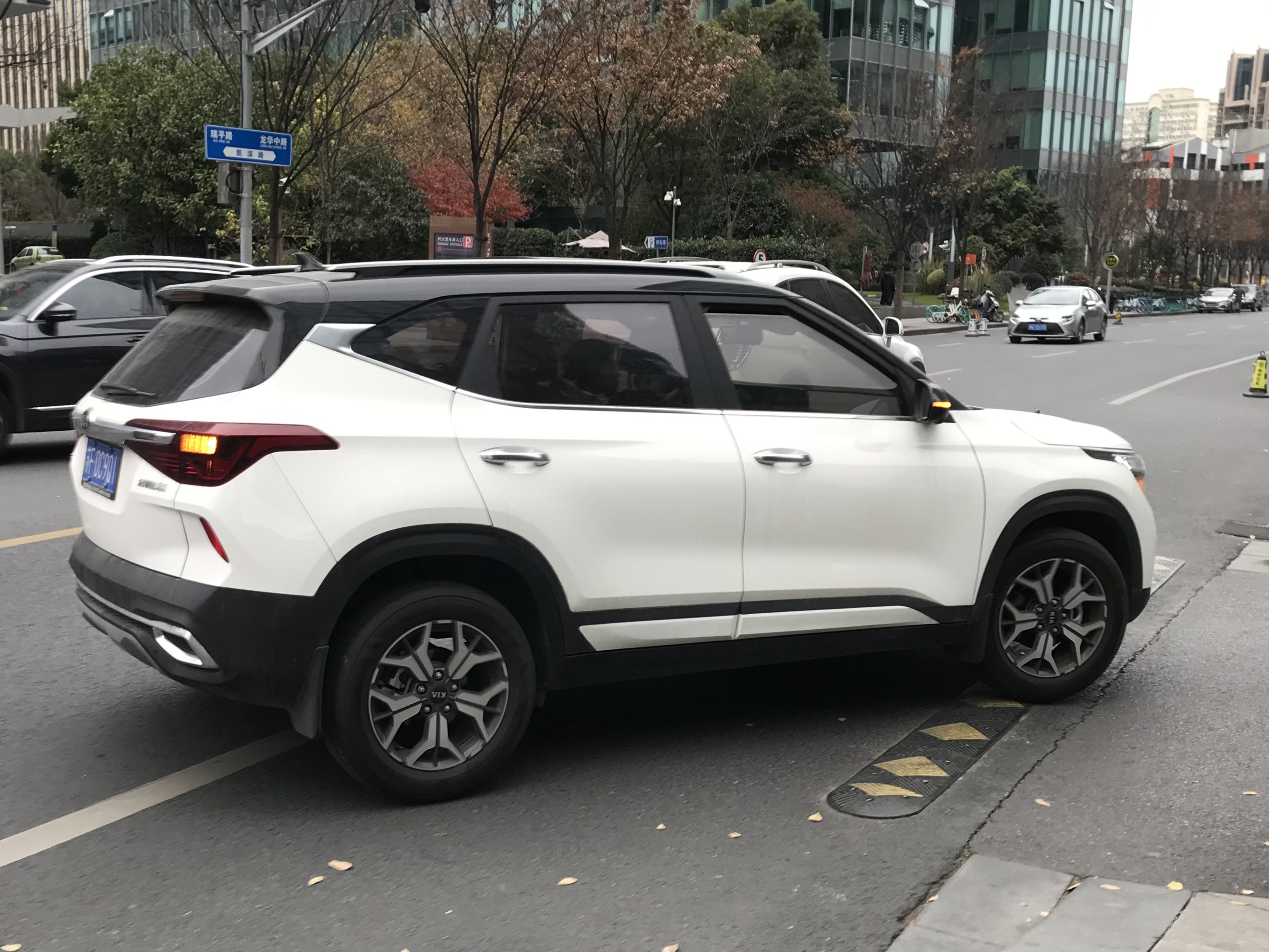
기아 KX3 후측면

기아 셀토스가 중국에서는 2세대 KX3로 출시되었으며, 실내 디자인은 인도형 셀토스와 공유한다. 하지만, 사이즈는 인도 및 세계 시장용 모델과는 근소하게 다르다.
2023년 5월엔 이름을 국제 시장처럼 셀토스로 바꾸면서 기존의 KX3라는 명칭은 사장되었다.